# Elena Pădureanu
Elena Pădureanu (n. Ștefănescu, pe 5 iunie 1931, la București) este o fostă handbalistă din România care a făcut parte din echipele naționale ale României medaliate cu aur la campionatele mondiale în 11 jucătoare din 1956 și 1960. Pădureanu a evoluat în general pe postul de centru.

## Biografie
Elena Ștefănescu-Pădureanu a început să joace handbal la Școala Medie Tehnică de Cultură Fizică din București (SMTCF). Unul din profesorii care au pregătit-o a fost Dumitru Branga, directorul instituției, care i-a avut printre elevi și pe Virgil Trofin, Aurora Leonte sau Carolina Cîrligeanu. Într-un articol de presă din 8 ianuarie 1952, Elena Ștefănescu a fost menționată printre „numeroasele talente descoperite și crescute în cadrul colectivelor sportive SMTCF”.
După admiterea la Institutul de Cultură Fizică, Pădureanu a fost cooptată în echipa acestuia, Știința ICF București. În 1952, Elena Pădureanu a câștigat cu Știința campionatul republican de handbal feminin în 11 jucătoare, iar în 1953 s-a clasat pe locul al doilea. În această perioadă, presa sportivă a semnalat în mai multe articole jocul dur al handbalistelor echipei Știința, iar Elena Pădureanu, la acea vreme încă Ștefănescu, a fost nominalizată de câteva ori pentru „atitudine cu totul nesportivă”.
În 1953 a fost cooptată în echipa de handbal de câmp a României și a făcut parte din lotul care a câștigat medalia de argint la prima ediție a Festivalului Mondial al Tineretului și Studenților, desfășurată la București. Enciclopedia „Istoria jocului”, coordonată de fostul antrenor și oficial federal Constantin Popescu și disponibilă pentru consultare pe site-ul web oficial al Federației Române de Handbal, consideră că Festivalul „era un veritabil Campionat European al vremurilor”. România a fost învinsă în finală de reprezentativa Republicii Democrate Germane, iar antrenorul lotului românesc, Ioan Kunst-Ghermănescu, a criticat faptul că „unele jucătoare ca Elena Pădureanu și Lucia Dobre s’au abătut de la disciplina jocului de echipă, acționând în mod irațional în ceea ce privește deplasarea pe teren și abuzând de acțiuni individuale”.
În 1955, Pădureanu și Știința București s-au clasat din nou pe locul secund în campionatul republican în 11 jucătoare. În același an, Elena Pădureanu a participat la a doua ediție a Festivalului Mondial al Tineretului și Studenților, desfășurată la Varșovia, unde echipa feminină a României a obținut medalia de aur. Handbalista a jucat pe postul de extremă stânga, dar antrenorul Constantin Popescu a consemnat într-un articol de presă că, „jucînd foarte inteligent și foarte disciplinat, această jucătoare poate corespunde în orice post”.
O altă mare performanță sportivă a Elenei Pădureanu a fost participarea cu selecționata României și câștigarea campionatului mondial din 1956, desfășurat în R.F. Germania. Handbalista a jucat pe posturile de centru și inter stânga, iar în finala disputată împotriva echipei țării gazdă ea a înscris unul din cele 6 goluri ale echipei României. Un articol de presă publicat după victoria din finală menționa că „linia de atac, magistral dirijată de căpitana echipei Elena Jianu, a reușit datorită jocului avîntat al componentelor sale: Lucia Dobre, Mora Windt, Elena Pădureanu și Victoria Dumitrescu, să străpungă apărarea echipei germane”.
În ianuarie 1957, Biroul Comisiei Centrale a Federației Române de Handbal „a rezolvat și o parte din numeroasele cereri de transferare sosite pînă la 31 decembrie”, printre care transferul Elenei Pădureanu, Iosefinei Ugron, Aureliei Sălăgeanu și Irenei Nagy la echipa Progresul Ministerul Învățămîntului București. Cu Progresul, Pădureanu a devenit vicecampioană națională la sfârșitul sezonului 1957, echipa sa fiind învinsă în finală de Flamura roșie Steagul roșu București, cu scorul de 2–1. Pădureanu a înscris singurul gol al Progresului M.I.C.
În august 1957, Elena Pădureanu a făcut parte din echipa națională a României care a câștigat medalia de argint la Jocurile Sportive Internaționale Prietenești, desfășurate la Moscova și organizate după modelul Jocurilor Olimpice de vară.
După un sezon la Progresul, Elena Pădureanu s-a transferat la Olimpia M.I.C. București, cu care a câștigat ediția 1958 a Cupei de iarnă la handbal în sală. În finala disputată împotriva echipei Steagul roșu, Elena Pădureanu a înscris patru din cele nouă goluri care au adus victoria. În iunie 1958, echipa Olimpia s-a clasat pe locul al doilea în campionatul feminin. Ziarul Sportul Popular a menționat atitudini nesportive în timpul finalei disputate împotriva echipei Steagul roșu București, care «au culminat la sfîrșitul meciului cu un gest și mai urît. „Supărate” pe arbitraj (?) jucătoarele de la Olimpia au părăsit terenul în grabă și au refuzat să ia parte la festivitatea de premiere». Autorul articolului, Călin Antonescu, se întreba retoric: „Arbitrul a împiedicat-o pe Elena Pădureanu să înscrie în ultimele minute?”
În 1959, handbalista a terminat pe locul II în campionatul republican în 7 jucătoare, Olimpia M.I.C. fiind întrecută după prelungiri de către echipa Cetatea Bucur București. În luna august a aceluiași an, Elena Pădureanu s-a întors la Știința București, cu care a câștigat ediția 1959-1960 a campionatului republican de handbal în 11 jucătoare.
În 1960, Pădureanu a făcut parte din echipa națională a României care a câștigat medalia de aur la campionatului mondial de handbal în 11, desfășurat în Țările de Jos.
În martie 1961, Elena Pădureanu și Știința București au obținut o mare performanță la nivel de club, câștigând Cupa Campionilor Europeni. Deși numele Elenei Pădureanu a fost inclus pe lista lotului pregătit pentru finala competiției, el nu a mai fost menționat și în cronicile sportive publicate după disputarea turului și returului finalei.
În total, Elena Pădureanu a jucat pentru echipa națională de handbal feminin în 11 jucătoare în 25 de meciuri oficiale, în care a înscris 15 goluri. Suplimentar, a antrenat diverse loturi de junioare și tineret, precum și echipa de Divizia B Constructorul București.
Între anii 1983 și 1989, Elena Pădureanu a fost președintele Comisiei pentru Juniori a Federației Române de Handbal.

## Palmares

### Cu echipe de club

#### În 11 jucătoare
- Campionatul republican categoria A: 
  - Câștigătoare: 1952, 1960
  - Medalie de argint: 1953, 1955, 1957, 1958

#### În 7 jucătoare
- Campionatul republican categoria A: 
  - Medalie de argint: 1959

- Cupa de toamnă:
  - Locul 2: 1956 (handbal în 11)

- Cupa de iarnă:
  -  Câștigătoare: 1958 (handbal în 7)
  - Locul 2: 1961 (handbal în 7)

- Cupa Campionilor Europeni:
  -  Câștigătoare: 1961

#### Cu echipa națională
- Campionatul Mondial: 
  -  Medalie de aur: 1956, 1960 (handbal în 11)

- Festivalul Mondial al Tineretului și Studenților: 
  - Medalie de aur: 1955 (handbal în 11)
  - Medalie de argint: 1953, 1957 (handbal în 11)

## Distincții individuale
Pe 12 iulie 1956, la sediul Comitetului pentru Cultură Fizică și Sport de pe lângă Consiliul de Miniștri a avut loc o festivitate prin care Elenei Pădureanu și celorlalte handbaliste câștigătoare ale Campionatului Mondial din 1956 li s-a decernat titlul de Maestru Emerit al Sportului.
Pe 17 mai 1961, în prezența lui Ștefan Voitec, vicepreședintele Consiliului de Stat al Republicii Populare Române, a lui Grigore Geamănu, secretar al aceleiași instituții, și a altor demnitari, Elenei Pădureanu i-a fost înmânată medalia „Ordinului Muncii” clasa a II-a „pentru merite deosebite în pregătire și pentru rezultatele obținute la Campionatele Mondiale”.
În noiembrie 1968, nouă maestre emerite ale sportului, printre care și Elena Pădureanu, au fost premiate de Federația Română de Handbal. În decembrie 1972, handbalista a fost inclusă de ziarul Sportul pe o listă cu „25 dintre cei mai reprezentativi ambasadori sportivi ai României”, alături de personalități precum Iolanda Balaș, Ella Constantinescu, Gheorghe Gruia, Elena Leușteanu, Lia Manoliu, Ilie Năstase sau Viorica Viscopoleanu.
În iunie 2009, Pădureanu a fost decorată de președintele României, Traian Băsescu, cu Ordinul „Meritul Sportiv” clasa a II-a cu 1 baretă.

## Viața personală

Semnătura handbalistei, reprodusă în Sportul Popular din 4 mai 1957

După absolvirea facultății, Elena Pădureanu a ocupat un post de profesoară de educație fizică la catedra institutului. În anii următori, ea a fost încadrată ca profesoară la Școala 100 mixtă din București. În 1978, fosta handbalistă deținea funcția de șef de lucrări la catedra de educație fizică a Institutului Politehnic București. A fost căsătorită cu Nicolae Pădureanu, maestru emerit al sportului, antrenor al mai multor cluburi și al echipei naționale de rugby a României.
De-a lungul vieții, Elena Pădureanu continuat să promoveze handbalul în special și sportul în general. În noiembrie 1958, presa a menționat o întâlnire a handbalistei cu „pionierii sportivi din capitală”, urmată de un meci demonstrativ de volei. În martie 1974, Pădureanu a fost unul dintre organizatorii unui concurs de orientare turistică în pădurea Băneasa, iar în august 1975, un alt articol anunța pregătirea de către „Consiliul asociației sportive U.R.E.M.O.A.S.” a unei „acțiuni pe teme educative”, „organizată în cadrul Anului Internațional al femeii”, cu participarea „unor personalități sportive feminine” precum Olga Szabó-Orbán, Rodica Șiclovan sau Elena Pădureanu. În aprilie 1978, ea s-a aflat printre cei care au organizat și care au luat parte la „Crosul primăverii”, organizat în cadrul Daciadei la Institutul Politehnic București. La ediția următoare a crosului, organizată în aprilie 1980, Elena Pădureanu a fost șefa comisiei competiționale.
În decembrie 1980, Elena Pădureanu a fost conducătoarea delegației României deplasată la Cottbus, în Republica Democrată Germană, unde echipa de tineret a României a susținut două meciuri de pregătire. În decembrie 1982, echipa de junioare a României a participat la un turneu amical organizat anual la Halle, tot în RDG, iar Pădureanu a fost conducătoarea delegației române.
De-a lungul timpului, opinii ale handbalistei au fost citate sau publicate în presă. În martie 1957, Pădureanu făcea un scurt rezumat al ediției din acel an a Spartachiadei, iar în noiembrie 1957 a scris ea însăși un text în care critica jocul dur practicat în handbal și saluta sancționarea disciplinară a celor implicați. Suplimentar, Pădureanu a publicat diverse articole tehnice în care sesiza neajunsurile unor tactici sau procedee și sugera măsuri de îmbunătățire a jocului de handbal, precum cel din 21 ianuarie 1960, intitulat „De ce nu folosim cu eficacitate cornerul la handbal în 7?”.
În noiembrie 2018, alături de alte foste mari handbaliste precum Maria Constantinescu, Aurora Leonte, Elena Dobârceanu, Aurora Bran-Alexandrescu și Elena Hedeșiu, Elena Pădureanu a participat la înmormântarea lui Constantin „Pilică” Popescu, cel mai titrat antrenor din handbalul feminin românesc.